# 糙叶早熟禾
糙叶早熟禾（学名：Poa asperifolia）为禾本科早熟禾属下的一个种。